# Почтовая станция

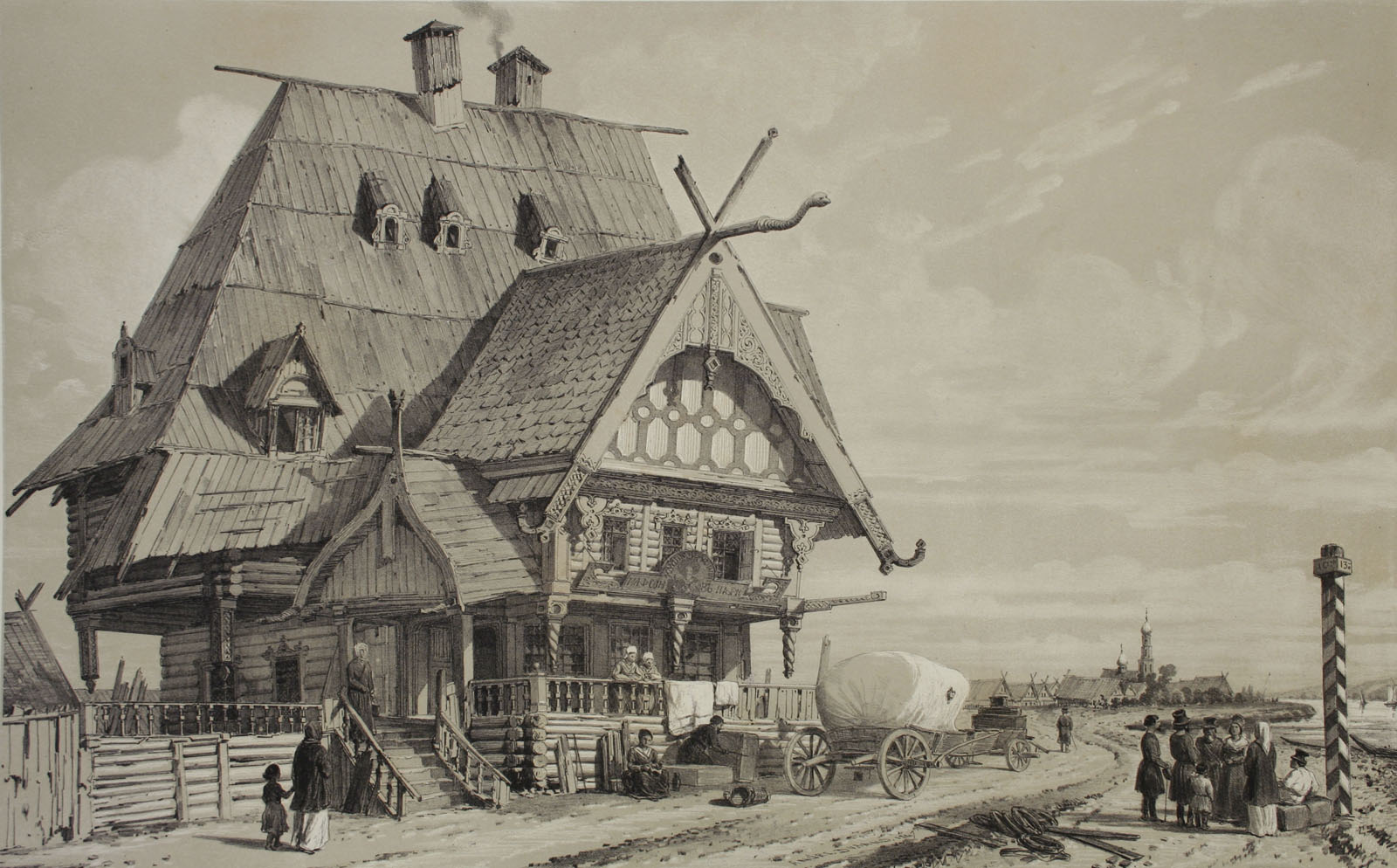
Почтовая станция и трактир на дороге из Костромы в Ярославль (1839)

Почтовая станция (ранее в России также называлась почтовым станом) — в прошлом почтовое учреждение в России и ряде других стран, где отдыхали проезжающие (пассажиры), меняли почтовых лошадей и другие средства передвижения и где производился обмен почтой между почтарями.
В более ранние времена, соответствующие скорой ямской гоньбе, такое место называлось ямом.

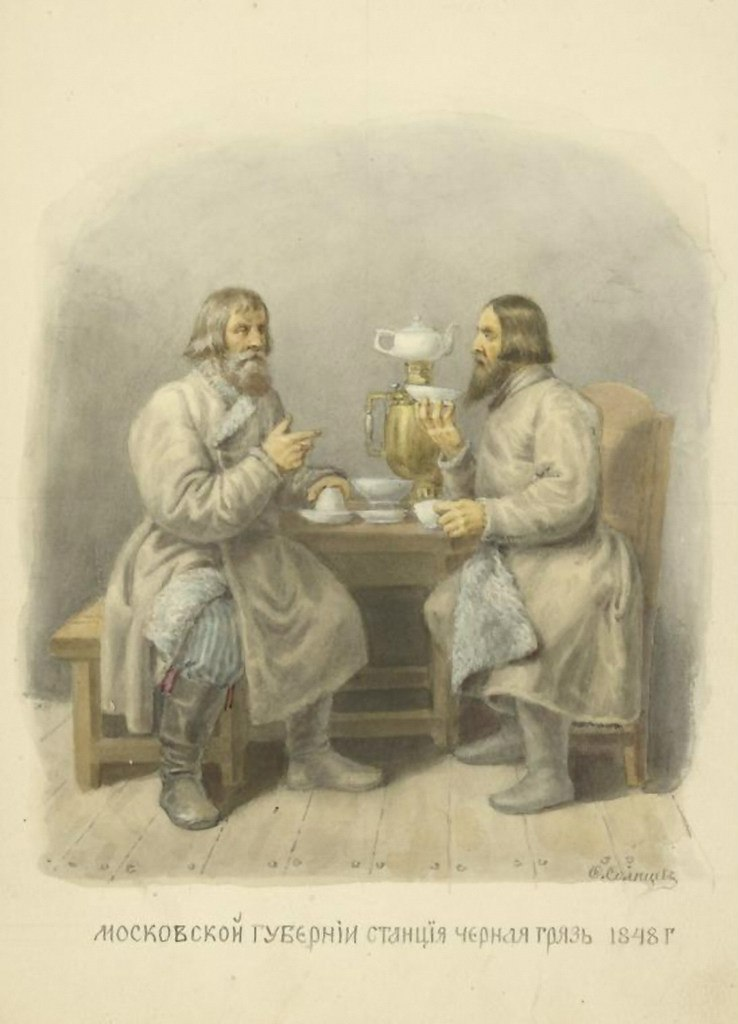
Ф. Г. Солнцев. Станция Чёрная Грязь (1848)

## Происхождение и толкования термина
Владимир Даль в «Толковом словаре живого великорусского языка» даёт следующие сведения о термине «(почтовая) станция»:

Ста́нция ж. лат. фрнц. место остановки путников; место, где меняют, берут свежих почтовых лошадей, сиб. станок. Гл. стоять (как и лежать, сидеть ипр.) на слвнск. и на запдн. языках общего, снскртск. корня, почему и производные, не будучи заимствованы, нередко сходны. Станционный дом; —смотритель.
Кроме этого, Далем собраны и другие синонимы слова «станция», встречавшиеся ранее в России, особенно в местных диалектах:

Стан м. место, где путники, дорожные стали, остановились для отдыху, временного пребыванья, и всё устройство на месте, с повозками, скотом, шатрами или иными угодьями; место стоянки и всё устройство. <…> | Стан и становище, стар. станок сиб. ныне станция, селенье, где меняли лошадей (почтовых не было, а обывательских, позже ямских), или хуторок на перепутье, нарочно поставленная избушка, для приюта, какия ещё и доныне есть на безлюдье в Арханг. крае, в Сиб. род постоялого двора, для роздыху и кормёжки лошадей. <…> На Сибирских станках приезжий находит готовые дрова, чтобы обогреться, и, по обычаю, сам должен припасти их отъезжая. Для чего стан заменено чужим, искаженным станция? <…>

Стано́к <…> | Сиб. почтовая станция.

Стацея ж. стар. стан, станок сиб. станция, почтовый стан.

По́чта <…> место содержанья лошадей, для едущих по почте, на переменных; поезд, везущий почту; стан, почтовая станция. <…> Почтовая карта, с показаньем всех станций и расстояний их. <…> Почтсодержатель, -ница, кто с подряду содержит на станции лошадей, почтовую гоньбу.

Гон м. <…> | влад. станция, место содержания почтовых, земских лошадей.

Перемена <…> || Перм. огородн. | Станция почтовая, ямская, частная, или, на бичевниках, где сменяют лошадей или бурлаков в лямках. <…> Переменные лошади, не долгие, не протяжные, а почтовые, либо вообще сменяемые за каждым перегоном.

Ям м. татарск. селенье, коего крестьяне отправляют на месте почтовую гоньбу, и где для этого станция, стан, сиб. станок.

## История

### Россия

#### Ранний период
В России правительственные приказания передавались сначала в города и войскам особыми гонцами; впоследствии некоторым городам и деревням было вменено в обязанность содержать для этой цели положенное число лошадей и ямщиков, то есть были устроены почтовые станции. Царский указ от 25 мая 1668 года назначил датчанина Леонтия Марселиуса ответственным за организацию прямой почтовой связи с Польшей — из Москвы в Вильно, которая начала действовать 17 сентября того же года. На всех станциях этого почтового тракта — от Москвы до Пскова — для почтарей имелись приготовленные «подставы», то есть свежие лошади. В 1696 году на станциях были введены точные отметки о времени прохода почты.
При Анне Иоанновне вышел ряд почтовых указов, в том числе о прибавке лошадей на станциях. Согласно этим указам, например, было запрещено непристойно ругать почтовых управителей или служителей; все эти меры относились, впрочем, лишь к Лифляндии.

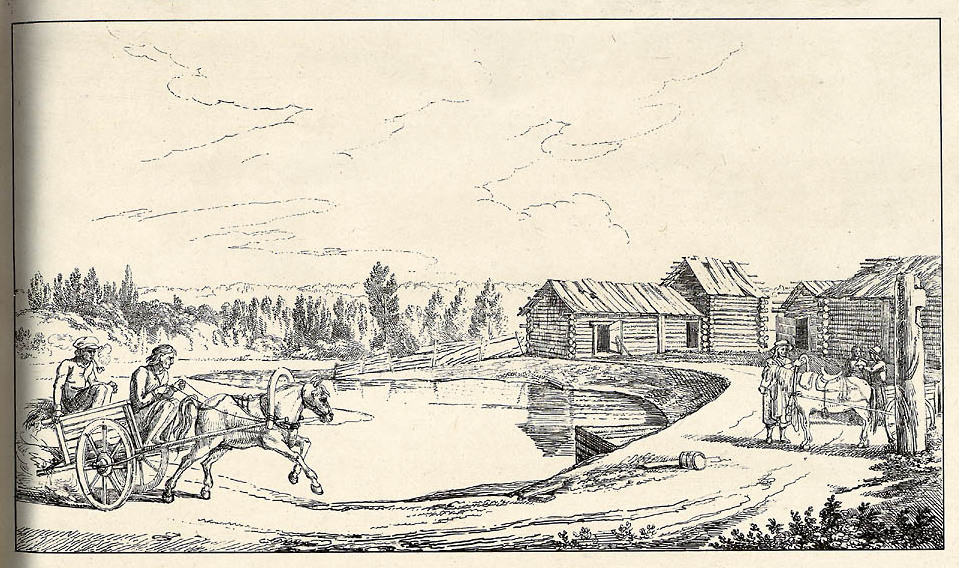
Старинная почтовая станция на почтовом тракте в Финляндии (первая половина XIX века)

В 1744 году, в дополнение к имевшимся в России почтовым станциям, было учреждено семь станций в Финляндии. В середине XVIII века на станциях были устроены почтовые дворы в виде гостиниц с трактирами.
В 1783 году обыватели некоторых губерний были освобождены от почтовой повинности и обложены особым денежным сбором; разрешено было содержать станции частным лицам, с правом пользоваться прогонными деньгами (платой за проезд по почтовым дорогам). В это время почтовые станции, заменившие собой прежние ямы, составляли низшую ступень местного почтового управления.

#### XIX век
К 1810 году, когда Главное почтовое управление было преобразовано в Почтовый департамент Министерства внутренних дел, на службе состояло 2649 почтальонов и станционных смотрителей. В царствование Николая I были введены новые системы содержания почтовых станций.
После уничтожения старинных ямов в России испытывались различные системы устроения и содержания почтовых станций для обеспечения проезда пассажиров и перевозки почты.
В общем случае почтовое ведомство определяло количество лошадей, которых нужно было держать на станции, а так как расходы обычно бывали больше прихода, то почтовое управление назначало известную приплату лицу, которое брало на себя содержание почтовой станции. В некоторых губерниях конная почта была передана в ведение земства.
Затем правительство издавна стремилось развить так называемые вольные почты, заключавшиеся в том, что содержание заведённых за счёт правительства или земских сумм зданий почтовых станций отдавалось желающим, которые принимали на себя обязанность содержать определённое количество лошадей и экипажей, с исключительным правом провоза как почты, так и пассажиров, за установленные в законе прогоны. При учреждении вольных почт содержатели станций не получали никакого пособия и обязывались выставлять такое количество лошадей, чтобы не было задержки ни в пересылке почты, ни для проезжающих. В вознаграждение за это они пользовались монополией, то есть никто не имел права возить проезжающих на переменных лошадях там, где существовали вольные почты.
Согласно положению 1831 года, вольные почты разрешено было учреждать по всем трактам, кроме столиц, людям всяких состояний, которые должны были содержать определённое число лошадей и возить почту, эстафеты и проезжающих за обыкновенные прогоны. В 1836 году было предписано всеми мерами поощрять жителей к заведению вольных почт. Однако все эти попытки не увенчались успехом: система вольных почт осуществлялась в самых незначительных размерах.

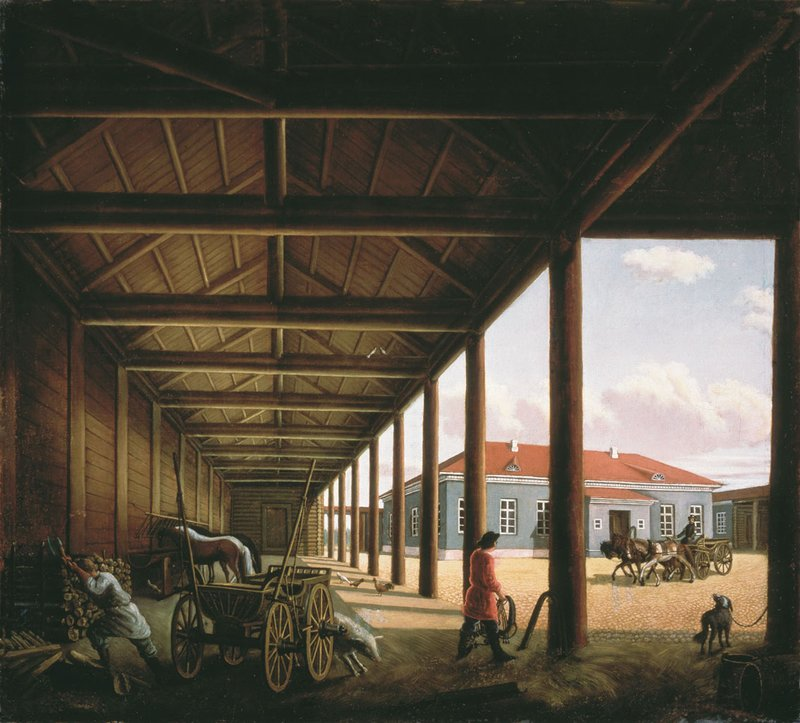
Почтовая станция. Картина А. А. Венециановой (1816—1882)

В том же 1836 году станции Ковенского шоссе (от Ковна до Динабурга) и в 1840 году — Таурогенского шоссе (от Таурогена до Шавли) были отданы на содержание по администрационной (прусской) системе: доход каждой станции определялся от прогонов, затем выводился расход на обзаведение и содержание станции, к последнему прибавлялось 12 % в вознаграждение и содержание администратора, и, наконец, сумма общего годового расхода, которая превышала доход станции, назначалась в ежегодную приплату администратору за её содержание.
В 1842 году почтовые станции были переданы из ведения местных губернских властей в непосредственное заведование почтового начальства. В 1847 году было предписано составить для каждой станции приблизительный расчет дохода и расхода и вычислить, какую сумму необходимо ежегодно приплачивать почтосодержателю (по оценочной системе). На почтовой станции имелись шнуровые книги, куда записывались подорожные документы, которые требовались для проездов по почтовым дорогам.
Во второй половине XIX века почтовые станции устраивали на шоссейных дорогах, длина которых в России в то время составляла около 2500 вёрст. Внутреннее помещение тогдашней почтовой станции подразделялось на «чистую» и «чёрную» половины. «Чистая» предназначалась для отдыха «господ проезжащих», «чёрная» — для их слуг, ямщиков и почтальонов, хотя последние уставали в дороге больше. Ввиду того что почтовое ведомство не имело достаточно средств для создания почтовых станций в сельской местности, последние было разрешено открывать уездным земствам, первым среди которых стало Ветлужское земство Костромской губернии.
Поскольку, кроме перевозки писем и посылок, по почте производилась и перевозка пассажиров, то почтовые станции для проезжающих содержались или по системе нормальных кондиций (за счёт почтового ведомства), или по системе вольных почт. Требовавшиеся прежде для проездов по почтовым дорогам подорожные были отменены с 1874 года для Европейской части России, а с 1889 года — для Азиатской части России и Кавказа. Прогонные деньги рассчитывались по количеству вёрст и лошадей; размер прогонных денег составлял: для станций вольных почт — 4 копейки за версту и лошадь; для станций, отдаваемых в содержание по нормальным кондициям, — 3 копейки за версту и лошадь, кроме некоторых трактов, где существуют повышенные или пониженные таксы. Сверх того, проезжающие на станциях, отдаваемых в содержание по нормальным кондициям, уплачивали в пользу казны сбор в 10 копеек за перегон каждой лошади.

Русская почтовая станция XIX века (на примере Музея «Дом станционного смотрителя» в Выре)
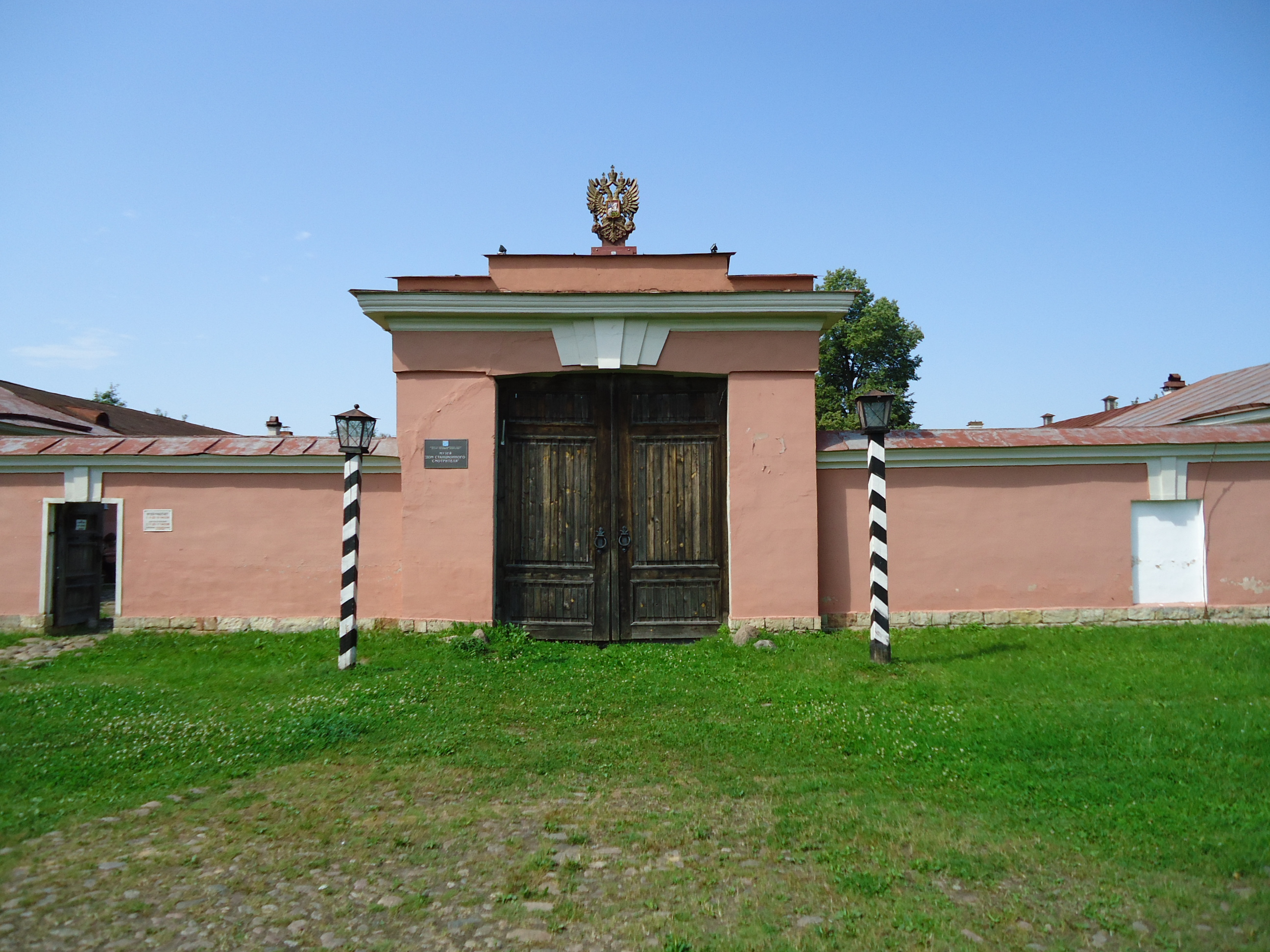
Главные ворота
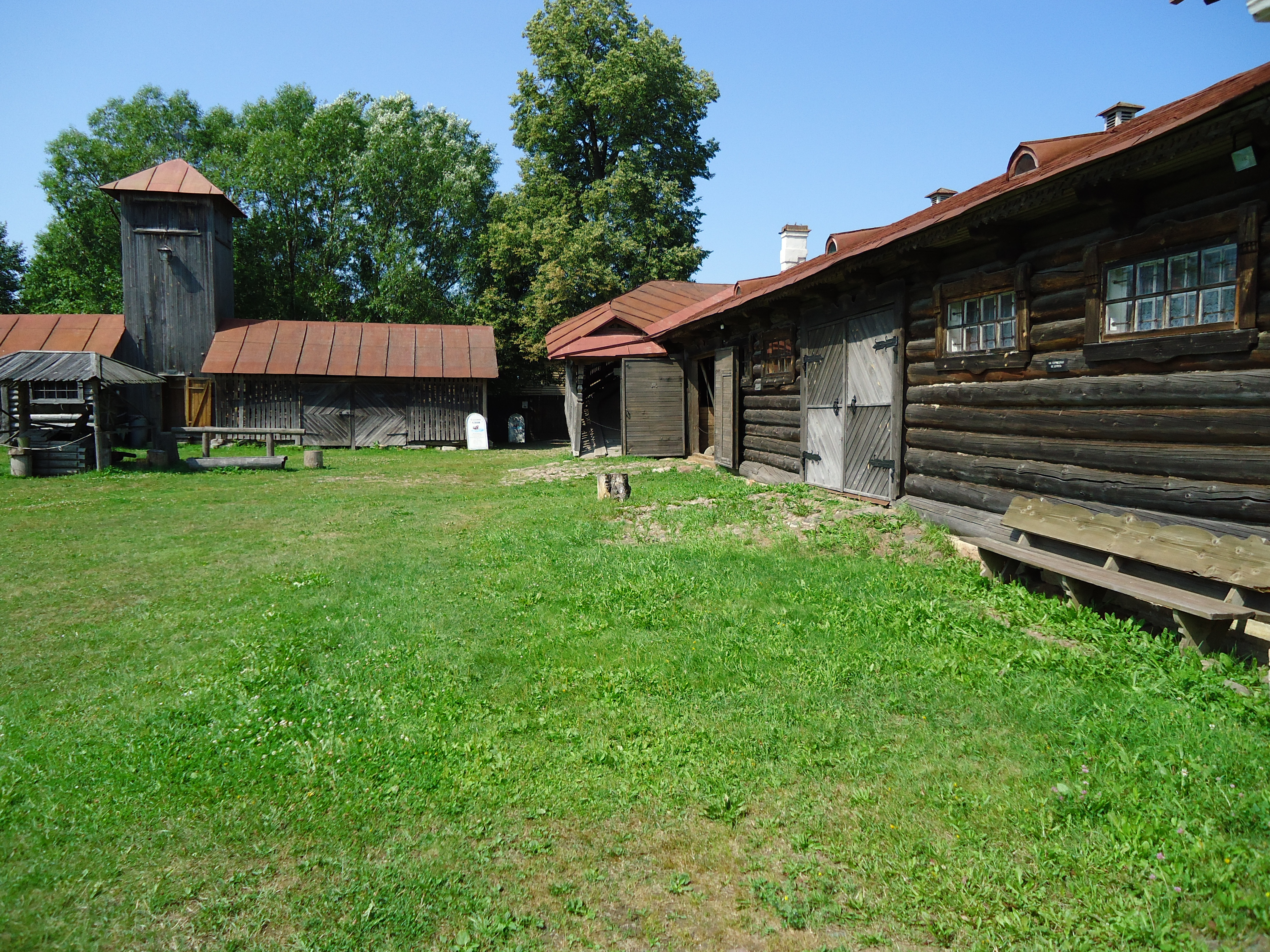
Двор: справа — ямщицкая, слева — конюшни, каланча и колодец
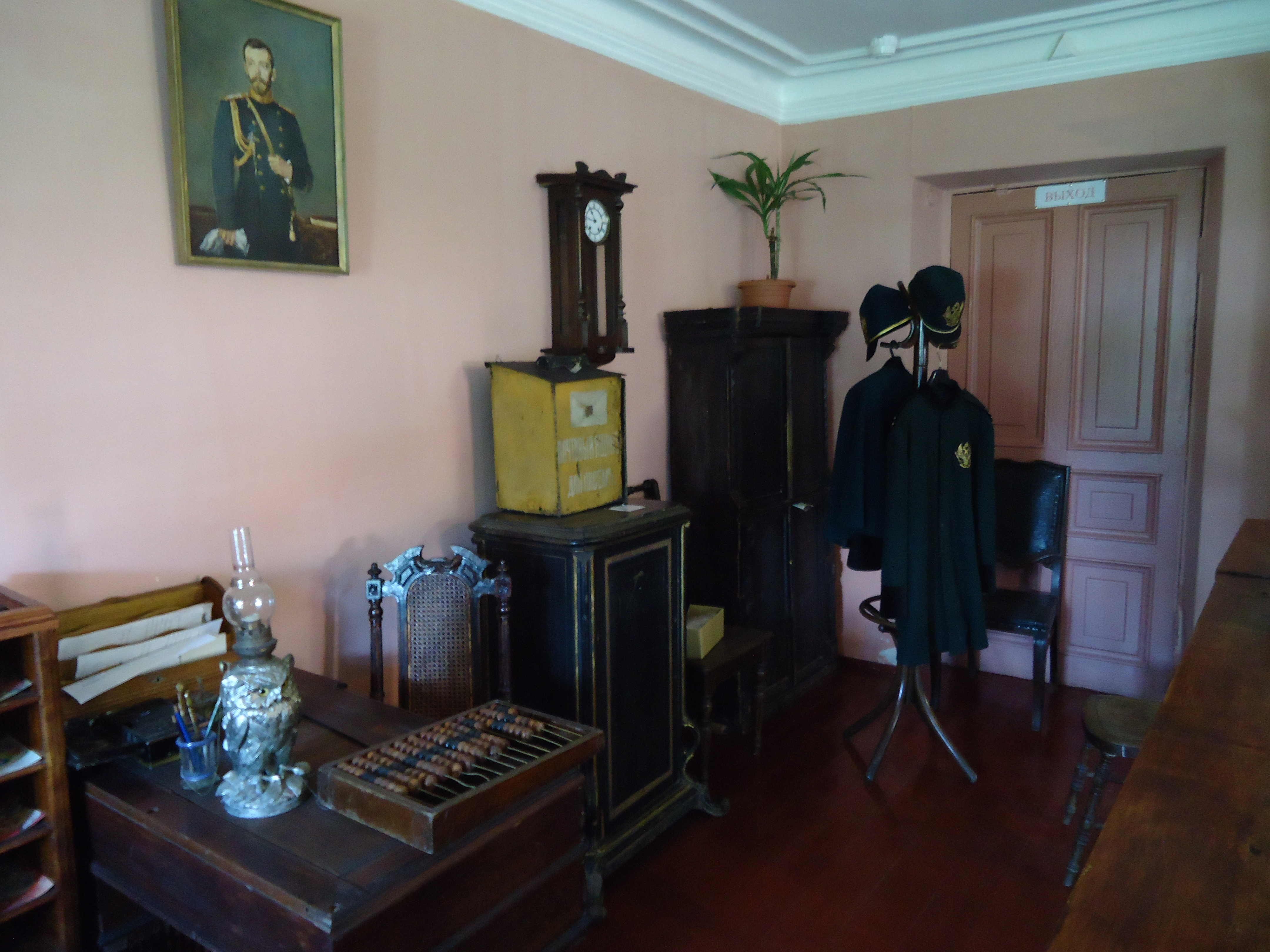
Офис станционного смотрителя
Комната смотрителя
То же

#### На рубеже веков
К концу XIX века в России имелось следующее количество почтовых станций:
| Данные о положении конной почты и почтовых станциях в России в 1896 году | Данные о положении конной почты и почтовых станциях в России в 1896 году | Данные о положении конной почты и почтовых станциях в России в 1896 году | Данные о положении конной почты и почтовых станциях в России в 1896 году | Данные о положении конной почты и почтовых станциях в России в 1896 году |
|                                                                          | Почтовые станции                                                         | Почтовые станции                                                         | Почтовые станции                                                         | Почтовые станции                                                         |
| Казённые                                                                 | Вольные                                                                  | На особых условиях                                                       | Всего                                                                    |                                                                          |
| ------------------------------------------------------------------------ | ------------------------------------------------------------------------ | ------------------------------------------------------------------------ | ------------------------------------------------------------------------ | ------------------------------------------------------------------------ |
| Число станций                                                            | 2853                                                                     | 449                                                                      | 782                                                                      | 4084                                                                     |
| Число почтосодержателей                                                  | 8521                                                                     | 268                                                                      | 741                                                                      | 9530                                                                     |
| Число ямщиков                                                            | 11 484                                                                   | 1372                                                                     | 1530                                                                     | 14 386                                                                   |
| Число повозок                                                            | 16 089                                                                   | 2622                                                                     | 8078                                                                     | 26 789                                                                   |
| Число лошадей на станциях                                                | 28 527                                                                   | 3477                                                                     | 3410                                                                     | 35 414                                                                   |
| Число выпущенных в гон лошадей                                           | 6 326 805                                                                | 937 798                                                                  | 1 057 324                                                                | 8 321 927                                                                |
| В том числе выпущено:                                                    |                                                                          |                                                                          |                                                                          |                                                                          |
| под почты и эстафеты                                                     | 2 512 504                                                                | 487 934                                                                  | 752 803                                                                  | 3 753 241                                                                |
| под проезжающих                                                          | 8 814 301                                                                | 449 864                                                                  | 304 521                                                                  | 9 568 686                                                                |

В 1897 году имелось: почтовых станций — 4028, в том числе казённых — 2798, вольных — 443, на особых условиях — 787; лошадей на станциях — 33 836.
В 1903 году во всей Российской империи насчитывалось 3973 почтовых станции, на которых использовалось 29 357 лошадей.
Помимо государственных почтовых заведений, существовали местные (земские) почтовые учреждения. В 1896 году, в дополнение к почти 2000 местных почтовых контор и отделений, в России имелось 17 местных почтовых станций с приёмом и выдачей простой корреспонденции. С учётом Финляндии на всей территории империи имелось 158 таких станций. Кроме того, на территории Финляндии находилась 171 местная станция с приёмом и выдачей корреспонденции всякого рода. В 1897 году было 69 станций с приёмом и выдачей простой корреспонденции.

### Другие страны
Похожие почтовые учреждения во времена конной почты существовали в прошлом и в других государствах, например, на территории Германии, Швеции и других европейских стран.

## Значение в культуре
Почтовые станции не только сыграли важную роль в развитии почтовой связи, но и стали объектами культурного наследия, а также запечатлены в произведениях литературы и искусства. Министерство культуры Российской Федерации относит в настоящее время к объектам национального культурного наследия и памятникам архитектуры 39 зданий старинных почтовых станций, расположенных в Брянской, Владимирской, Калужской, Ленинградской, Московской, Новгородской, Орловской, Псковской, Ростовской, Смоленской, Тверской и Ярославской областях, Приморском и Ставропольском краях и Татарстане. В некоторых из них созданы почтовые музеи, как например, Музей «Дом станционного смотрителя» в Ленинградской области (см. иллюстрации выше).
| Примеры почтовых станций бывшей Российской империи                    | Примеры почтовых станций бывшей Российской империи      | Примеры почтовых станций бывшей Российской империи                  | Примеры почтовых станций бывшей Российской империи                |
| --------------------------------------------------------------------- | ------------------------------------------------------- | ------------------------------------------------------------------- | ----------------------------------------------------------------- |
|                                                                       |                                                         |                                                                     |                                                                   |
| Переславль-Залесский Ярославской области. Объект культурного наследия | Развалины почтовой станции в деревне Раков (Белоруссия) | Типовое здание почтовой станции на Нарвском тракте в деревне Ополье | Почтовая станция-музей (Почтовый дом) в Киеве на Почтовой площади |

Действие ряда произведений литературы и искусства происходит на почтовых станциях; среди этих произведений можно упомянуть:
- оперу А. Н. Титова «Ям, или Почтовая станция» (на текст Я. Б. Княжнина, 1805)[18];
- стихотворение П. А. Вяземского «Станция» (1825);
- повесть А. С. Пушкина «Станционный смотритель» (1830);
- рассказ А. П. Чехова «Почта» (1887).

Описывая события Отечественной войны 1812 года, П. А. Вяземский приводит в своих записках следующий случай, имевший место на одной из почтовых станций:

Алексей Михайлович Пушкин, состоявший по милиционной службе при князе Юрии Владимировиче Долгоруком, рассказывал следующее. На почтовой станции одной из отдалённых губерний заметил он в комнате смотрителя портрет Наполеона, приклеенный к стене. «Зачем держишь ты у себя этого мерзавца?» — «А вот затем, ваше превосходительство, — отвечает он, — что если неравно Бонапартий под чужим именем или с фальшивою подорожною приедет на мою станцию, я тотчас по портрету признаю его, голубчика, схвачу, свяжу, да и представлю начальству». — «А, это дело другое!» — сказал Пушкин.— П. А. Вяземский. «Старая записная книжка»